# Fernán Sánchez II de Velasco
Fernán Sánchez II de Velasco (Corona de Castilla, ca. 1314-Gibraltar, 1343) era un noble castellano que por herencia paterna fue señor de la Casa de Velasco. En 1332 fue nombrado caballero de la Orden de la Banda y participó en el asedio de Algeciras que comenzó en 1342.

## Biografía
Fernán Sánchez II de Velasco era hijo de Sancho Sánchez de Velasco, señor de Puebla de Arganzón, San Zadornín y los valles de Soba y Ruesga, y su esposa Sancha García Carrillo. Habrá nacido alrededor de 1314 ya que cuando falleció su padre —entre 1315, la última vez que aparece en la documentación, y 1321 cuando su esposa otorgó testamento y se declara viuda—, era menor de edad.
Si bien sucedió en el linaje como señor de la Casa de Velasco tras la muerte de su padre en 1315, tuvo que ser tutorado por su madre hasta 1332, cuando alcanzó la mayoría de edad. En ese año en Burgos fue armado caballero de la Orden de la Banda por Alfonso XI de Castilla y además aparece integrando la cofradía de Arriaga, en Álava.
Participó en el asedio de Algeciras que tuvo lugar entre 1342 y 1344 y moriría en 1343, según se afirma en el testamento de su nieto Juan de Velasco, en el cerco de Gibraltar.

## Matrimonio y descendencia
Fernán Sánchez II de Velasco contrajo matrimonio con Mayor de Castañeda,, hija de Diego Gómez de Castañeda y Juana Fernández de Guzmán y señora de Salas de los Infantes que pasaría a integrar el patrimonio del linaje Velasco. Fruto del matrimonio nacerían dos hijos:
- Pedro Fernández de Velasco[6][3] quien heredó el señorío de la Casa de Velasco y el de Salas de los Infantes.[6]
- María de Velasco,[3] casada con Diego Pérez Sarmiento.[7][8]